# Église Sainte-Marie-Madeleine de Riga
L'église Sainte-Marie-Madeleine est une église catholique baroque de Riga, capitale de la Lettonie. Elle se trouve dans la vieille ville entre la cathédrale catholique de Riga et le château, aujourd'hui résidence officielle du président de Lettonie.

## Historique
La date de la construction exacte de la première église est ignorée, mais il est certain que c'est à la fin du XIVe siècle. L'église est construite pour l'abbaye de religieuses cisterciennes installées à Riga. Le petit peuple allemand de la ville la surnommait l'« abbaye des vierges chanteuses ». Les religieuses de chœur étaient issues de la bonne bourgeoisie de la ville et l'abbaye accueillait aussi des demoiselles ou des veuves souhaitant mener une vie retirée. L'abbaye est fermée en 1582 à cause de la Réforme protestante qui atteint aussi la ville et l'église est abandonnée et se détériore. Elle est détruite en 1621 après que les Suédois eurent assiégé la ville. Le roi Gustave-Adolphe permet de la faire reconstruire en 1632, après le traité d'Altmark.
L'église est consacrée en 1639 comme église luthérienne de la garnison suédoise, tandis que l'église Saint-Jacques à côté est construite pour des fidèles plus privilégiés. L'arrivée des troupes du maréchal Cheremetiev en 1710 change encore la destinée de l'église qui, de luthérienne, devient orthodoxe sous le nom d'église Saint-Alexis. Les ruines de l'abbaye à côté sont quant à elles déblayées. L'église abrite les tombeaux de généraux russes fameux comme celui du prince Dolgorouky (gouverneur de Livonie et de Riga), mort en 1761; du gouverneur-général de Riga, le prince Repnine, mort en 1726; son fils, le général Repnine, mort en 1749; le général-en-chef Lopoukhine, mort en 1757, etc. Tous les tombeaux ont disparu en 1914.
L'église est entièrement réaménagée en 1746 par Nikolaï Vassiliev, qui avait restauré le petit palais de Pierre le Grand à Riga, et l'intérieur est baroquisé.
Pendant la guerre civile qui frappe la Lettonie de 1917 à 1919, alors que les troupes allemandes l'envahissent, et que la Russie soviétique se forme à côté, les autorités soumises au pouvoir allemand décident de sa fermeture en tant qu'église orthodoxe. À l'indépendance de la nouvelle république, elle est donnée à la communauté catholique de la ville en 1923. L'église est restaurée ensuite.
L'église dessert aujourd'hui la communauté franciscaine féminine qui s'est installée dans les années 1930 dans l'ancien monastère orthodoxe Saint-Alexis.

## Galerie

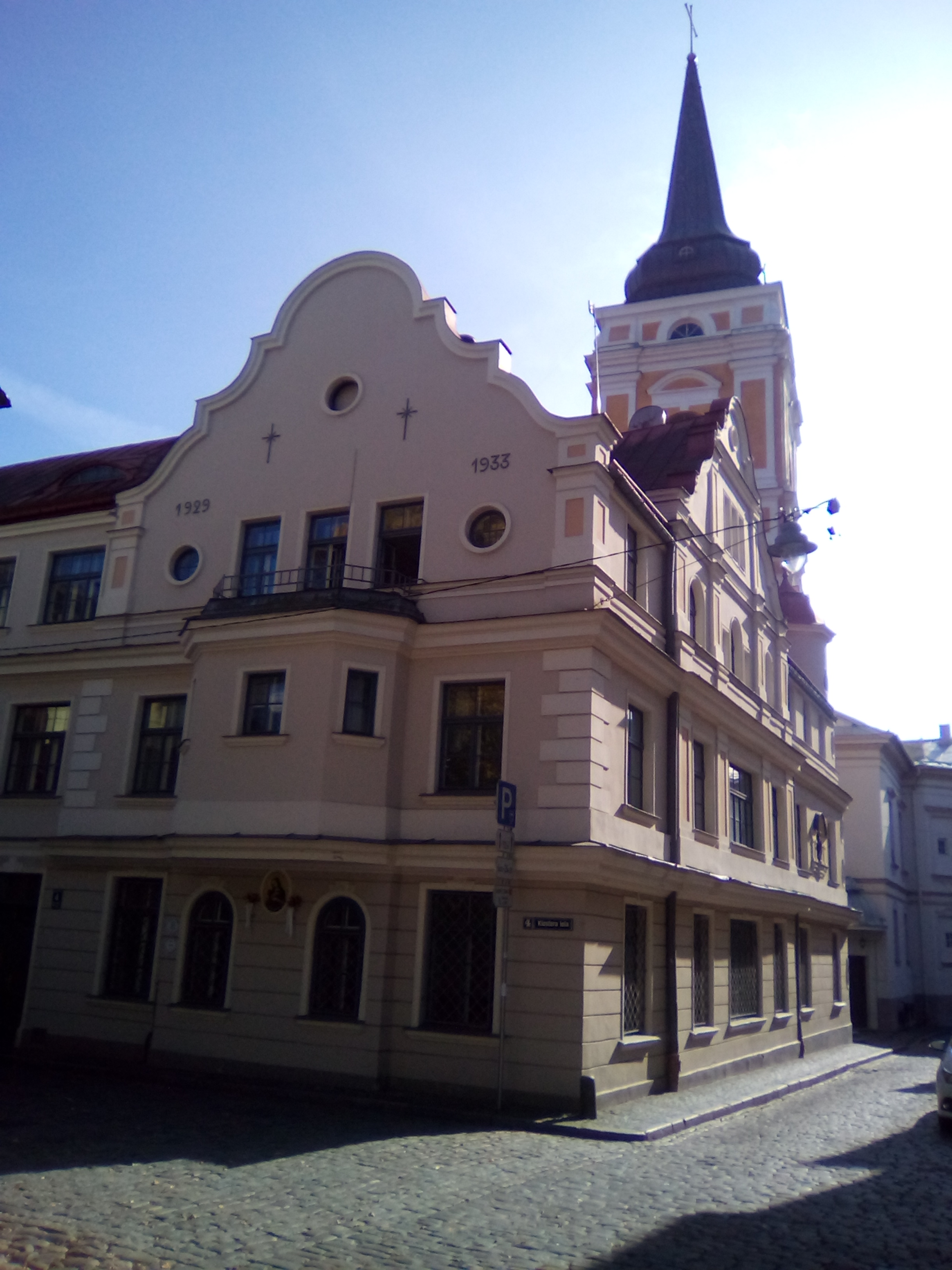
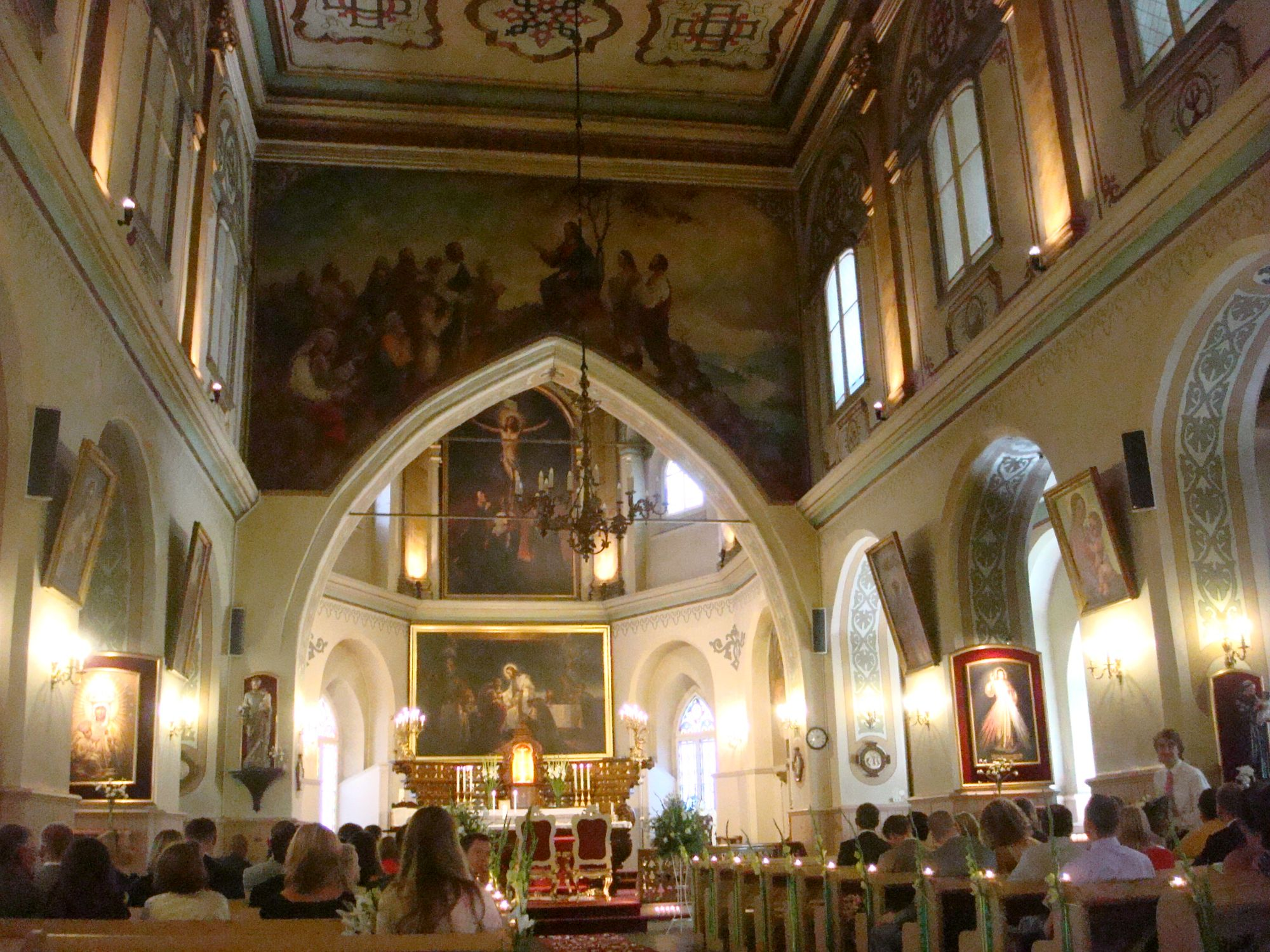
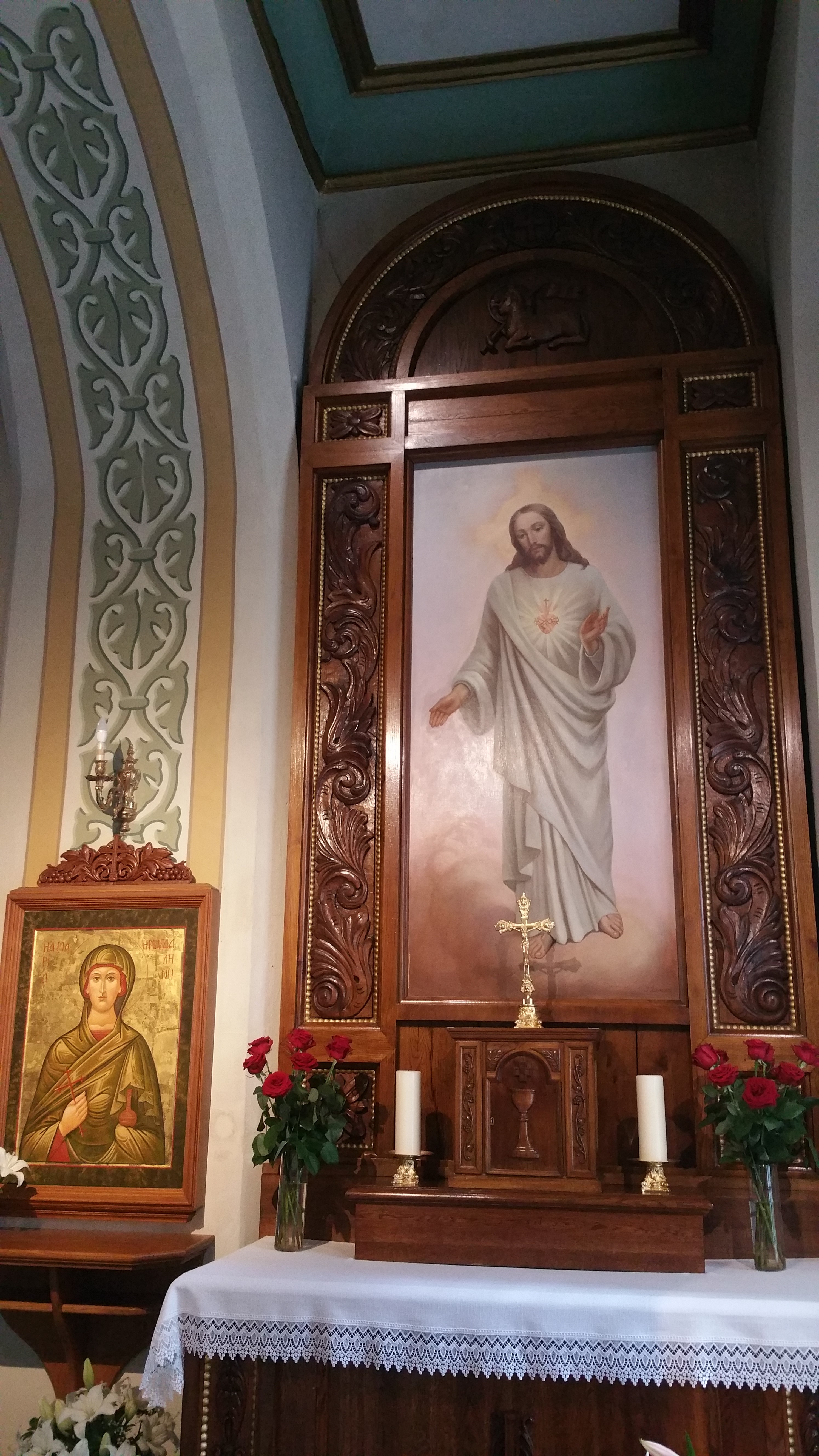